# 2014 PN70
2014 PN70 est un objet de la ceinture de Kuiper, faisant partie des cubewanos.
Le petit corps a été découvert le 6 août 2014 grâce au télescope spatial Hubble, sa magnitude apparente de 26 ne permettant pas une observation avec un télescope terrestre.
Il a été désigné temporairement g12000JZ (en abrégé g1) par ses découvreurs et surnommé g1/PT3 ou simplement PT3, pour Potential Target 3, car il était la troisième cible potentielle de la sonde spatiale New Horizons à avoir été identifiée pour la mission étendue après le survol du système plutonien.
Finalement, la NASA a préféré l'exploration de (486958) Arrokoth ; la sonde New Horizons passa néanmoins à moins de 0,1 unité astronomique de 2014 PN70 en mars 2019 et devait alors le photographier.